# Biserica „Sfânta Treime” din Horodiște
Biserica „Sf. Treime” este o biserică amplasată în Horodiște, raionul Rîșcani, Republica Moldova. Este un monument arhitectural de importanță națională inclus în Registrul monumentelor Republicii Moldova ocrotite de stat cu nr. 2137 (raionul Rîșcani). Datează din 1914.